# Giuliano Alesi
Giuliano Alesi (ur. 20 września 1999) – francuski kierowca wyścigowy. Syn byłego kierowcy Formuły 1 Jeana Alesi.

## Życiorys
Po startach w kartingu, Alesi rozpoczął międzynarodową karierę w jednomiejscowych samochodach wyścigowych w 2015 roku od startów we Francuskiej Formule 4, gdzie trzykrotnie wygrywał i czterokrotnie stawał na podium. Zdobyte 167,5 punkty sklasyfikowały go na czwartym miejscu.
W 2016 Francuz rozpoczął starty w serii GP3, gdzie wystartował w piętnastu wyścigach z włoską ekipą Trident. Podczas głównego wyścigu w Belgii zajął dziesiąte miejsce, co dało mu jeden punkt do klasyfikacji generalnej. Został sklasyfikowany na 22 pozycji.

## Wyniki

### GP3
| Legenda oznaczeń w tabelach wyników Wyświetl szablon na nowej stronie | Legenda oznaczeń w tabelach wyników Wyświetl szablon na nowej stronie                                                                     |
| Oznaczenie                                                            | Wyjaśnienie |
| --------------------------------------------------------------------- | --- |
| Złoty                                                                 | Zwycięzca lub mistrzostwo |
| Srebrny                                                               | 2. miejsce lub wicemistrzostwo |
| Brązowy                                                               | 3. miejsce lub II wicemistrzostwo |
| Zielony                                                               | Ukończył, punktował (w klasyfikacji generalnej, gdy zdobył co najmniej jeden punkt na przestrzeni sezonu, poza trzema powyższymi opcjami) |
| Niebieski                                                             | Ukończył, nie punktował (w klasyfikacji generalnej, gdy nie zdobył co najmniej jednego punktu na przestrzeni sezonu)                      |
| Czerwony                                                              | Nie zakwalifikował się (NZ) |
| Czerwony                                                              | Nie prekwalifikował się (NPK) |
| Różowy                                                                | Nie ukończył (NU) |
| Różowy                                                                | Niesklasyfikowany (NS) (w klasyfikacji generalnej, gdy nie został sklasyfikowany w żadnym wyścigu sezonu)                                 |
| Czarny                                                                | Zdyskwalifikowany (DK) |
| Czarny                                                                | Wykluczony (WYK/EX) |
| Biały                                                                 | Nie wystartował (NW) |
| Biały                                                                 | Kontuzjowany (K/INJ) |
| Biały                                                                 | Wyścig odwołany (OD/C) |
| Bez koloru                                                            | Został wycofany (WYC/WD) |
| Bez koloru                                                            | Nie przybył (NP/DNA) |
| Bez koloru                                                            | Nie brał udziału w treningach (NT/DNP) |
| Bez koloru                                                            | Nie został zgłoszony (–) |
| Pogrubienie                                                           | Start z pole position |
| Kursywa                                                               | Najszybsze okrążenie wyścigu |
| †                                                                     | Nie ukończył, ale jego rezultat został zaliczony ze względu na przejechanie więcej niż 90% dystansu wyścigu.                              |
| *                                                                     | Sezon w trakcie |
| 1/2/3                                                                 | Punktowana pozycja w sprincie kwalifikacyjnym                                                                                             |
| Lista systemów punktacji Formuły 1                                    | |

| Rok  | Zespół  | Wyniki w poszczególnych eliminacjach | Wyniki w poszczególnych eliminacjach | Wyniki w poszczególnych eliminacjach | Wyniki w poszczególnych eliminacjach | Wyniki w poszczególnych eliminacjach | Wyniki w poszczególnych eliminacjach | Wyniki w poszczególnych eliminacjach | Wyniki w poszczególnych eliminacjach | Wyniki w poszczególnych eliminacjach | Wyniki w poszczególnych eliminacjach | Wyniki w poszczególnych eliminacjach | Wyniki w poszczególnych eliminacjach | Wyniki w poszczególnych eliminacjach | Wyniki w poszczególnych eliminacjach | Wyniki w poszczególnych eliminacjach | Wyniki w poszczególnych eliminacjach | Wyniki w poszczególnych eliminacjach | Wyniki w poszczególnych eliminacjach | Punkty | Pozycja |
| ---- | ------- | ------------------------------------ | ------------------------------------ | ------------------------------------ | ------------------------------------ | ------------------------------------ | ------------------------------------ | ------------------------------------ | ------------------------------------ | ------------------------------------ | ------------------------------------ | ------------------------------------ | ------------------------------------ | ------------------------------------ | ------------------------------------ | ------------------------------------ | ------------------------------------ | ------------------------------------ | ------------------------------------ | ------ | ------- |
| 2016 | Trident | ESP                                  | ESP                                  | AUT                                  | AUT                                  | GBR                                  | GBR                                  | HUN                                  | HUN                                  | GER                                  | GER                                  | BEL                                  | BEL                                  | ITA                                  | ITA                                  | MAL                                  | MAL                                  | ARE                                  | ARE                                  | 1      | 22      |
| 2016 | Trident | 22                                   | 16                                   | NW                                   | NW                                   | 16                                   | NU                                   | 19                                   | 16                                   | NU                                   | 14                                   | 10                                   | 12                                   | NW                                   | 19                                   | 16                                   | 13                                   | 11                                   | 10                                   | 1      | 22      |
| 2017 | Trident | CAT                                  | CAT                                  | RBR                                  | RBR                                  | SIL                                  | SIL                                  | HUN                                  | HUN                                  | SPA                                  | SPA                                  | MNZ                                  | MNZ                                  | JER                                  | JER                                  | YMC                                  | YMC                                  |                                      |                                      | 99     | 5       |
| 2017 | Trident | 17                                   | 11                                   | 6                                    | 2                                    | 7                                    | 1                                    | 6                                    | 1                                    | 7                                    | 1                                    | 6                                    | OD                                   | 9                                    | 7                                    | NU                                   | 11                                   |                                      |                                      | 99     | 5       |
| 2018 | Trident | CAT                                  | CAT                                  | LEC                                  | LEC                                  | RBR                                  | RBR                                  | SIL                                  | SIL                                  | HUN                                  | HUN                                  | SPA                                  | SPA                                  | MNZ                                  | MNZ                                  | SOC                                  | SOC                                  | YMC                                  | YMC                                  | 100    | 7       |
| 2018 | Trident | 7                                    | 1                                    | 3                                    | 6                                    | 6                                    | NU                                   | 8                                    | 2                                    | 17†                                  | 16                                   | 9                                    | 6                                    | 6                                    | 2                                    | 14                                   | 17                                   | 6                                    | 10                                   | 100    | 7       |

### Formuła 2
| Rok  | Zespół          | Wyniki w poszczególnych eliminacjach | Wyniki w poszczególnych eliminacjach | Wyniki w poszczególnych eliminacjach | Wyniki w poszczególnych eliminacjach | Wyniki w poszczególnych eliminacjach | Wyniki w poszczególnych eliminacjach | Wyniki w poszczególnych eliminacjach | Wyniki w poszczególnych eliminacjach | Wyniki w poszczególnych eliminacjach | Wyniki w poszczególnych eliminacjach | Wyniki w poszczególnych eliminacjach | Wyniki w poszczególnych eliminacjach | Wyniki w poszczególnych eliminacjach | Wyniki w poszczególnych eliminacjach | Wyniki w poszczególnych eliminacjach | Wyniki w poszczególnych eliminacjach | Wyniki w poszczególnych eliminacjach | Wyniki w poszczególnych eliminacjach | Wyniki w poszczególnych eliminacjach | Wyniki w poszczególnych eliminacjach | Wyniki w poszczególnych eliminacjach | Wyniki w poszczególnych eliminacjach | Wyniki w poszczególnych eliminacjach | Wyniki w poszczególnych eliminacjach | Punkty | Pozycja |
| ---- | --------------- | ------------------------------------ | ------------------------------------ | ------------------------------------ | ------------------------------------ | ------------------------------------ | ------------------------------------ | ------------------------------------ | ------------------------------------ | ------------------------------------ | ------------------------------------ | ------------------------------------ | ------------------------------------ | ------------------------------------ | ------------------------------------ | ------------------------------------ | ------------------------------------ | ------------------------------------ | ------------------------------------ | ------------------------------------ | ------------------------------------ | ------------------------------------ | ------------------------------------ | ------------------------------------ | ------------------------------------ | ------ | ------- |
| 2019 | Trident         | BHR                                  | BHR                                  | BAK                                  | BAK                                  | CAT                                  | CAT                                  | MON                                  | MON                                  | LEC                                  | LEC                                  | RBR                                  | RBR                                  | SIL                                  | SIL                                  | HUN                                  | HUN                                  | SPA                                  | SPA                                  | MNZ                                  | MNZ                                  | SOC                                  | SOC                                  | YAS                                  | YAS                                  | 20     | 15      |
| 2019 | Trident         | 12                                   | DK                                   | NU                                   | NU                                   | NU                                   | 16                                   | 11                                   | NU                                   | 10                                   | 14                                   | 13                                   | NU                                   | 17                                   | NU                                   | 13                                   | 12                                   | OD                                   | OD                                   | 7                                    | 7                                    | 13                                   | 8                                    | 8                                    | 5                                    | 20     | 15      |
| 2020 |                 | RBR                                  | RBR                                  | RBR                                  | RBR                                  | HUN                                  | HUN                                  | SIL                                  | SIL                                  | SIL                                  | SIL                                  | CAT                                  | CAT                                  | SPA                                  | SPA                                  | MNZ                                  | MNZ                                  | MUG                                  | MUG                                  | SOC                                  | SOC                                  | BHR                                  | BHR                                  | BHR                                  | BHR                                  | 12     | 17      |
| 2020 | BWT HWA Racelab | 6                                    | NU                                   | 21                                   | 15                                   | 11                                   | 10                                   | 19                                   | 18                                   | 16                                   | 20                                   | NU                                   | 19                                   | 18                                   | 14                                   | 18                                   | 12                                   | NU                                   | NU                                   | –                                    | –                                    | –                                    | –                                    | –                                    | –                                    | 12     | 17      |
| 2020 | MP Motorsport   | –                                    | –                                    | –                                    | –                                    | –                                    | –                                    | –                                    | –                                    | –                                    | –                                    | –                                    | –                                    | –                                    | –                                    | –                                    | –                                    | –                                    | –                                    | 14                                   | 16                                   | 17                                   | 13                                   | 15                                   | 6                                    | 12     | 17      |

### Super Formula
| Legenda oznaczeń w tabelach wyników Wyświetl szablon na nowej stronie | Legenda oznaczeń w tabelach wyników Wyświetl szablon na nowej stronie                                                                     |
| Oznaczenie                                                            | Wyjaśnienie |
| --------------------------------------------------------------------- | --- |
| Złoty                                                                 | Zwycięzca lub mistrzostwo |
| Srebrny                                                               | 2. miejsce lub wicemistrzostwo |
| Brązowy                                                               | 3. miejsce lub II wicemistrzostwo |
| Zielony                                                               | Ukończył, punktował (w klasyfikacji generalnej, gdy zdobył co najmniej jeden punkt na przestrzeni sezonu, poza trzema powyższymi opcjami) |
| Niebieski                                                             | Ukończył, nie punktował (w klasyfikacji generalnej, gdy nie zdobył co najmniej jednego punktu na przestrzeni sezonu)                      |
| Czerwony                                                              | Nie zakwalifikował się (NZ) |
| Czerwony                                                              | Nie prekwalifikował się (NPK) |
| Różowy                                                                | Nie ukończył (NU) |
| Różowy                                                                | Niesklasyfikowany (NS) (w klasyfikacji generalnej, gdy nie został sklasyfikowany w żadnym wyścigu sezonu)                                 |
| Czarny                                                                | Zdyskwalifikowany (DK) |
| Czarny                                                                | Wykluczony (WYK/EX) |
| Biały                                                                 | Nie wystartował (NW) |
| Biały                                                                 | Kontuzjowany (K/INJ) |
| Biały                                                                 | Wyścig odwołany (OD/C) |
| Bez koloru                                                            | Został wycofany (WYC/WD) |
| Bez koloru                                                            | Nie przybył (NP/DNA) |
| Bez koloru                                                            | Nie brał udziału w treningach (NT/DNP) |
| Bez koloru                                                            | Nie został zgłoszony (–) |
| Pogrubienie                                                           | Start z pole position |
| Kursywa                                                               | Najszybsze okrążenie wyścigu |
| †                                                                     | Nie ukończył, ale jego rezultat został zaliczony ze względu na przejechanie więcej niż 90% dystansu wyścigu.                              |
| *                                                                     | Sezon w trakcie |
| 1/2/3                                                                 | Punktowana pozycja w sprincie kwalifikacyjnym                                                                                             |
| Lista systemów punktacji Formuły 1                                    | |

| Rok  | Zespół                  | Wyniki w poszczególnych eliminacjach | Wyniki w poszczególnych eliminacjach | Wyniki w poszczególnych eliminacjach | Wyniki w poszczególnych eliminacjach | Wyniki w poszczególnych eliminacjach | Wyniki w poszczególnych eliminacjach | Wyniki w poszczególnych eliminacjach | Wyniki w poszczególnych eliminacjach | Wyniki w poszczególnych eliminacjach | Wyniki w poszczególnych eliminacjach | Punkty | Pozycja |
| ---- | ----------------------- | ------------------------------------ | ------------------------------------ | ------------------------------------ | ------------------------------------ | ------------------------------------ | ------------------------------------ | ------------------------------------ | ------------------------------------ | ------------------------------------ | ------------------------------------ | ------ | ------- |
| 2021 | Kuo Vantelin Team TOM'S | FUJ                                  | SZU                                  | AUT‡                                 | SUG                                  | MOT                                  | MOT                                  | SZU                                  |                                      |                                      |                                      | 20     | 11      |
| 2021 | Kuo Vantelin Team TOM'S | –                                    | 9                                    | 1                                    | 9                                    | 16                                   | –                                    | 8                                    |                                      |                                      |                                      | 20     | 11      |
| 2022 | Kuo Vantelin Team TOM'S | FUJ                                  | FUJ                                  | SZU                                  | AUT                                  | SUG                                  | FUJ                                  | MOT                                  | MOT                                  | SZU                                  | SZU                                  | 3      | 20      |
| 2022 | Kuo Vantelin Team TOM'S | 17                                   | 8                                    | 15                                   | NU                                   | 13                                   | NU                                   | 13                                   | NU                                   | 21                                   | 16                                   | 3      | 20      |

‡ - Przyznano połowę punktów, gdyż zostało przejechane mniej niż 75% wyścigu.

### Podsumowanie
| Sezon | Seria                | Zespół                  | Wyścigi | P1 | PP | NO | Podium | Punkty | Pozycja |
| ----- | -------------------- | ----------------------- | ------- | -- | -- | -- | ------ | ------ | ------- |
| 2015  | Francuska Formuła 4  | Autosport Academy       | 21      | 3  | 1  | 2  | 4      | 167.5  | 4       |
| 2016  | Seria GP3            | Trident                 | 15      | 0  | 0  | 0  | 0      | 1      | 22      |
| 2017  | Seria GP3            | Trident                 | 15      | 3  | 0  | 1  | 4      | 99     | 5       |
| 2018  | Seria GP3            | Trident                 | 18      | 1  | 0  | 1  | 4      | 100    | 7       |
| 2019  | Formuła 2            | Trident                 | 22      | 0  | 0  | 0  | 0      | 20     | 15      |
| 2020  | Formuła 2            | BWT HWA Racelab         | 18      | 0  | 0  | 0  | 0      | 12     | 17      |
| 2020  | Formuła 2            | MP Motorsport           | 6       | 0  | 0  | 0  | 0      | 12     | 17      |
| 2021  | Super Formula Lights | TOM's                   | 16      | 3  | 2  | 4  | 13     | 103    | 2       |
| 2021  | Super GT – GT300     | Team Thailand           | 8       | 0  | 0  | 0  | 0      | 0      | NS      |
| 2021  | Super Formula        | Kuo Vantelin Team TOM'S | 5       | 1  | 1  | 0  | 1      | 20     | 11      |
| 2022  | Super Formula        | Kuo Vantelin Team TOM'S | 10      | 0  | 0  | 0  | 0      | 3      | 20      |
| 2022  | Super GT – GT500     | TGR Team au TOM'S       | 7       | 0  | 0  | 0  | 1      | 27,5*  | 10*     |